# Tarrafal de São Nicolau (concelho)
Tarrafal de São Nicolau – jedno z dwudziestu dwóch concelhos w Republice Zielonego Przylądka. Położone jest na wyspie São Nicolau. Powstało w 2005 poprzez podział byłego concelho São Nicolau. W Tarrafal de São Nicolau znajduje się tylko jedna parafia, São Francisco.

## Miejscowości
- Baixo Rocha
- Barril
- Cabeçalinho
- Cachaço
- Carvoeiro
- Covada
- Hortelão
- Jalunga
- Morro Brás
- Praia Branca
- Tarrafal de São Nicolau

## Historia
Concelho Tarrafal de São Nicolau zostało stworzone w 2005, kiedy concelho São Nicolau podzieliło się na dwa inne: Ribeira Brava i właśnie Tarrafal de São Nicolau.

## Demografia
| Populacja Tarrafal de São Nicolau (1940—2010) | Populacja Tarrafal de São Nicolau (1940—2010) | Populacja Tarrafal de São Nicolau (1940—2010) | Populacja Tarrafal de São Nicolau (1940—2010) | Populacja Tarrafal de São Nicolau (1940—2010) | Populacja Tarrafal de São Nicolau (1940—2010) | Populacja Tarrafal de São Nicolau (1940—2010) | Populacja Tarrafal de São Nicolau (1940—2010) |
| --------------------------------------------- | --------------------------------------------- | --------------------------------------------- | --------------------------------------------- | --------------------------------------------- | --------------------------------------------- | --------------------------------------------- | --------------------------------------------- |
| 1940                                          | 1950                                          | 1960                                          | 1970                                          | 1980                                          | 1990                                          | 2000                                          | 2010                                          |
| —                                             | —                                             | —                                             | —                                             | —                                             | —                                             | 5211                                          | 4816                                          |